# Charles Balley
Karol Balley (Charles Balley, ur. 30 września 1751, zm. 16 grudnia 1817) – francuski duchowny katolicki, genowefita. W latach 1803–1817 proboszcz w Écully. Nauczyciel, wychowawca i przyjaciel świętego Jan Vianneya.

## Biografia
Urodził się w 1751 roku w głęboko religijnej, katolickiej rodzinie. Był szesnastym i ostatnim spośród swojego rodzeństwa. Trzech jego braci, podobnie jak on zostało kapłanami. Jeden z nich zginął na gilotynie  1794 roku.
Karol Balley został wyświęcony na kapłana w 1775 roku. Był  genowefitą. Początkowo pełnił posługę duszpasterską w parafii w Blois. W 1789 roku wybuchła we Francji rewolucja, w czasie której Kościół podlegał ostrym prześladowaniom. Nowe władze zmuszały księży do składania przysięgi na Konstytucję Cywilną Kleru, która oznaczała faktyczne zerwaniem z Kościołem Katolickim, grożąc nawet śmiercią w razie odmowy.
Karol Balley był jednym z kapłanów, którzy odmówiwszy złożenia przysięgi w ukryciu pełnili swoją posługę w prowincji Lyońskiej. Kapłani ci potajemnie odprawiali msze, udzielali sakramentów i odprawiali dla dzieci rekolekcje. Ryzykowali życiem, gdyż zgodnie z obowiązującym prawem: kapłan, odmawiający złożenia przysięgi miał zostać aresztowany i stracony na gilotynie w ciągu doby. Z kolei osoba udzielająca mu schronienia miała zostać zesłana do Gujany.
Niektórzy z kapłanów, dla zachowania ostrożności wyuczyli się nawet rzemiosł. Ksiądz Balley został stolarzem.
W listopadzie 1799 roku Napoleon Bonaparte przejął władzę we Francji. 16 lipca 1801 roku podpisał konkordat z papieżem, przywracający swobodę kultu religijnego. Kościoły zamknięte w czasie rewolucji zostały otwarte, a wygnani księża z wolna wracali do swoich parafii.
W 1803 roku Karol Balley został decyzją biskupa powołany na stanowisko proboszcza w Écully. W 1805 roku założył szkołę parafialną. Jego celem było wynajdowanie powołań kapłańskich i szkolenie kandydatów.
Wśród kapłanów, którzy ukończyli jego szkołę, byli m.in. Mathias Loras, przyszły biskup Dubuque (Iowa, USA) oraz Jan Maria Vianney, przyszły święty, który przejdzie do historii jako "proboszcz z Ars". Z Janem Vianneyem szybko połączyła go przyjaźń. W 1815 roku, Vianney został w jego parafii wikarym.
W lutym 1817 księdzu Balleyowi utworzył się wrzód na nodze. Niedługo potem nogę objęła gangrena. W jej wyniku ksiądz Balley zmarł 17 grudnia tego roku. Pochowano go w starym kościele w Ecully.  W czasie przebudowy kościoła, jego szczątki wyjęto i pochowano pod posadzką chóru.

## Przyjaźń z Janem Vianneyem
Charles Balley jest znany obecnie przede wszystkim jako przyjaciel, nauczyciel i wychowawca świętego Jana Vianneya, proboszcza z Ars. W wielu biografiach Vianneya wspomina się o ogromnej roli, jaką Balley odegrał w życiu świętego, szczególnie w jego drodze do kapłaństwa, kiedy to pomagał mu przezwyciężać przeszkody na jego drodze i wspierał swoją pomocą i radą. Vianney u boku Balleya uczył się stawiać pierwsze kroki w posłudze kapłańskiej, co było dla niego prawdziwą szkołą świętości.
Charles Balley poznał Jana Vianneya podczas rewolucyjnego terroru. Vianney był wtedy dwunastoletnim chłopcem uczęszczającym na jego tajne msze. Ksiądz Balley już wtedy zwrócił uwagę na niezwykłą religijność chłopca. Pierwszą Komunię Jan Vianney przyjął wraz z innymi dziećmi potajemnie w stodole. Dla ostrożności dzieci miały na sobie codzienne ubranka, a przed stodołą zrzucano z wozów siano, by nikt niepowołany nie domyślił się, że odbywa się tam spotkanie religijne.
Kiedy po zakończeniu terroru ksiądz Balley został mianowany proboszczem w Ecully, za radą biskupa, założył tam szkołę kształcącą przyszłych kleryków. W tym okresie Jan Vianney podjął decyzję, że chce zostać księdzem. napotkał jednak na sprzeciw ojca. Dopiero po dwóch latach błagań ojciec Vianneya wyraził zgodę, aby Janek rozpoczął naukę u księdza Balleya w Ecully. Kiedy matka Vianneya wraz ze swą siostrą, która była parafianką księdza Balleya, przedstawiły prośbę o przyjęcie Jana, kapłan odmówił, tłumacząc, że ma już wystarczająco pracy z obecnymi uczniami. Dopiero interwencja szwagra Jana doprowadziła do tego, że ksiądz Balley zgodził się przynajmniej porozmawiać z młodym Vianneyem. Po rozmowie z chłopcem, Balley zmienił zdanie, gdyż zaimponowała mu religijność chłopca, którego poznał już wcześniej przy okazji jego Pierwszej Komunii oraz jego obeznanie w sprawach wiary.
W ten sposób Viannney zamieszkał w parafii w Ecully, gdzie rozpoczął naukę. Był najstarszym uczniem, a jednocześnie najmniej pojętnym. Okazało się, że nauka francuskiej gramatyki, a zwłaszcza łaciny sprawia mu dużą trudność. Jego młodsi koledzy często się z niego naśmiewali, a on pozostawał za nimi daleko w tyle. Niekiedy nachodził go myśl o rezygnacji z kapłaństwa. Wtedy wsparcie ze strony księdza Balleya, który dostrzegł w nim szczere powołanie, pozwoliło mu przetrwać ciężkie chwile.
Po upływie trzech miesięcy ksiądz Balley przedstawił go w kurii biskupiej jako kandydata do kapłaństwa. W roku Vianney 1812 wstąpił do niższego seminarium duchownego w Verriérs, rozpoczynając obowiązkowe, roczne studia filozoficzne. Licząc wtedy 26 lat był najstarszym studentem tej uczelni. Nauka filozofii sprawiała mu trudności, ale zdołał ukończyć seminarium. W 1813 roku wstąpił do wyższego seminarium w Lyonie. Nauka odbywała się tam po łacinie, co okazała się ogromnym utrudnieniem, dla Vianneya, który i tak nie najlepiej sobie radził. Przełożeni, mając na względzie wielkie trudności, jakie miał z nauką radzili, by opuścił seminarium.
Pewnego dnia rektor oznajmił mu, że jest zmuszony wydalić go z seminarium z powodu braku postępów w nauce. Z pomocą przyszedł mu znowu ksiądz Balley, który wstawił się za nim u władz uczelni. Dzięki wsparciu Balleya, a także z powodu dużego brak kapłanów w archidiecezji lyońskiej, wikariusz generalny pozwolił Janowi składać egzaminy nie po łacinie, ale w języku francuskim. Pomyślnie zdane egzaminy pozwoliły Janowi na przyjęcie święceń kapłańskich. 13 sierpnia 1815 w Grenoble Jan Vianney został namaszczony na kapłana. Następnego dnia odprawił pierwszą Mszę Świętą. Po powrocie do Ecully, Charles Balley padł mu do nóg i poprosił o błogosławieństwo.
Ze względu na słabe wyniki egzaminu z łaciny Jan Vianney nie otrzymał początkowo, wraz ze święceniami kapłańskimi prawa słuchania spowiedzi - co może zdumiewać, zważywszy, że lata później otrzymał przydomek "męczennika konfesjonału". Prawo do spowiadania otrzymał parę miesięcy później, znów dzięki wstawiennictwu księdza Balleya u wikariusza generalnego. Charles Balley był też pierwszym penitentem, który się u niego wyspowiadał.
Po święceniach ks. Jan Vianney został wikariuszem w parafii Ecully – u swojego nauczyciela, wychowawcy i przyjaciela księdza Balleya. Przy boku Balleya, Jan Vianney uczył się stawiać pierwsze kroki w posłudze kapłańskiej. Była to dla neoprezbitera prawdziwa szkoła świętości. 
Kiedy spostrzegł, że jego przyjaciel ksiądz Balley dużo pości i umartwia się, sam również sprawił sobie włosiennicę i zaczął naśladować swojego mistrza w aktach pokutnych, a przede wszystkim w odmawianiu sobie posiłku. Na anegdotę zakrawa fakt, że pewnego razu Balley, obawiając się o zdrowie wikarego, oskarżył go przed władzą duchowna, iż w umartwieniu "przebiera miarę". W tym samym czasie Vianney także wysłał skargę pod adresem Balleya, iż ten nadmiernie się umartwia. Obie skargi pozostały bez odpowiedzi.
Balley i Vianney byli bliskimi przyjaciółmi. Często razem odbywali pielgrzymki do Matki Bożej w Fourvière. Ułożyli też koronkę do Niepokalanego Poczęcia.
Ksiądz Karol Balley zmarł 17 grudnia 1817 roku. Niektórzy parafianie podjęli starania by następcą Balleya na stanowisku proboszcza został Vianney. Jednak decyzją Kurii Arcybiskupiej powołano Vianneya na stanowisko proboszcza w Ars w departamencie Ain. Do Ars Jan Vianney zabrał włosiennicę księdza Balleya oraz jego książki.